# Nosemose
Nosemose é uma doença produzida pelo fungo microsporidia Nosema apis, que afeta o sistema digestivo das abelhas operárias, zangões e abelha-rainha. O esporo de Nosema apis é ingerido com alimentos e destrói as células epiteliais responsáveis  pela digestão e assimilação, de modo que o alimento ingerido não é convenientemente aproveitado. Ela produz uma inflamação do intestino da abelha, gerando diarreia. Os esporos vivem nas fezes por mais de dois anos; no solo de 44 a 71 dias e no mel por dois a quatro meses. A infecção nosemose também está associada com o vírus da célula negra da rainha, outra doença das abelhas.
Em 1996, uma organismos silimar ao Nosema apis foi descoberto na abelha asiática Apis cerana e, posteriormente nomeda como  Nosema ceranae. Este parasita, aparentemente, também infecta a Apis mellifera. 
A exposição ao pólen de milho contendo genes para produção de Bacillus thuringiensis (Bt) pode enfraquecer  a defesa das abelhas contra a nosemose. Em relação à alimentação de um grupo de abelhas com pólen de milho Bt  e um grupo controle com pólen do milho não Bt:
"No primeiro ano, as colônias de abelhas foram infestados com parasitas (microporídeos). Esta infestação levou a uma redução no número de abelhas e subsequentemente ninhadas reduzidas nas colônias alimentadas com pólen Bt, bem como nas colônias alimentados com pólen livre de toxina Bt . O ensaio foi então interrompida numa fase precoce. Este efeito foi significativamente mais acentuada nas colônias alimentadas com pólen Bt. (as diferenças significativas indicam uma interação da toxina e de agentes patogênicos nas células epiteliais do intestino de abelha. O mecanismo que faz com que esse efeito subjacente.é desconhecido )".
Este estudo deve ser interpretado com cautela, uma vez que nenhuma repetição do experimento foi feita, nem qualquer tentativa de encontrar fatores de falha no estudo. Além disso, a toxina Bt e pólen transgênico Bt mostram nenhuma toxicidade aguda para qualquer das fases de vida das abelhas examinados, mesmo quando a toxina Bt foi alimentado em concentrações 100 vezes que foram encontrados no pólen transgênico Bt a partir de milho.

## Patogenia
A susceptibilidade é maior nas abelhas adultas mais de 15 dias de idade. Em virtude que possuem o trato digestivo maduro. A doença é transmitida por pilhagens, desvio, má de gestão de apicultura ou pela introdução de colmeias doentes. É uma doença sazonal, na primavera começa a produção de crias e a multiplicação do da doença, produzindo um estado de equilíbrio entre o hospedeiro e o patógeno, podemos dizer que há uma nosemose latente. No verão diminui ou diluí os esporos infecciosos, baixando a infecção. Quando em problemas como estresse, manejo, clima ou estado interno da colmeia, algumas colmeias aparentemente saudáveis no inverno, adoecem na primavera. Alguns apicultores chamam isto de fase de repouso no inverno.

## Sintomatologia
As abelhas têm sintomas de fraqueza geral e incapacidade de voar, provavelmente como um resultado da compressão dos sacos aéreos abdominais, manifesta tremores e  paralisia. Porque é uma inflamação aguda do intestino a medida que a doença se desenvolve  ela muda a aparência e coloração dos intestinos. O intestinos das abelhas atacadas são esbranquiçados, inflamados, flácidos, e disformes; enquanto os intestinos de abelhas saudáveis são amarelados e esverdeado (que poderia ser utilizado como diagnóstico de campo). O inseto doente apresenta abdômen globoso e distendido pela acumulação de excrementos, não podendo evacuar ou tem para faze-lo . Não sempre, mas ocorrer ama diarreia grave, com excrementos de cor marrom claro esverdeado e odor  fétido.
Ao altear estes processos básicos no metabolismo dos nutrientes, se desencadeiam um número de distúrbios metabólicos que resultam em sinais clínicos.
Dentro destes encontramos:
- A morte prematura de abelhas, incapacidade para o voo, tremores das asas, movimentos espasmódicos causados por inanição.
- Má desenvolvimento das glândulas.
- Aumento do consumo com a diminuição da digestão.
- Repleção do intestino e ampola retal, ganho de peso, compressão dos sacos de ar abdominais.
- Ocorre defecação em um estágio avançado da doença com fezes de cor clara e bordas exteriores marrom claro e amarelo, normamente feitas no alvado da caixa.

Não são sinais patognomônicos:
- Diminuição da vida útil média de abelhas, redução de reservas e deficiência de proteína
- Escassa atividade de voo.
- Deficiência na atenção às crias.
- Abelhas voando isoladamente no inverno
- Desenvolvimento atrasado da colônia, principalmente na primavera.
- Morte de abelhas adultas
- Enfraquecimento da colmeia.

## Diagnóstico
Clínico:  Usa a análise laboratorial.
Laboratorial: Ela é diagnosticada visualização de esporos de 'Nosema apis em preparação microscópica.
Diferencial: A presença de diarreia, não é exclusiva para esta doença; portanto, não servem como diagnóstico diferencial. Não deve ser confundido com Nosema apis, esporos de leveduras e fungos que tingem com os corantes utilizados, um dos mais utilizados do azul de metileno. O esporo deste fungo é semelhante, sob o microscópio óptico de aumento de 400 a 600 vezes, a uma semente de melão (de forma elipsoidais) ..
Deve notar-se que os cistos de '[Malpighamoeba mellificae]]'  (amebíase) são circulares com um diâmetro ligeiramente menor que o eixo longitudinal dos esporos.

## Recomendações de prevenção
- Evite o excesso de umidade dentro da colmeia, bem como lugares úmidos para instalação do apiário.
- Invernar com boas reservas de mel e pólen.
- Tenha colmeias com população boas e uniforme ao longo do ano.
- Realizar substituição da abelha rainha, pelo menos, a cada dois anos.
- Realizar, pelo menos uma vez por ano (outono ou primavera) uma amostragem de abelhas do apiário para análise laboratorial.

Normalmente, a nosemose um problema mais sério apenas quando as abelhas não podem deixar a colmeia para eliminar resíduos (por exemplo, durante um período frio prolongado no inverno ou quando as colmeias são colocadas em um celeiro de invernada). Quando as abelhas são incapazes ou impedidas de fazer os voos de limpeza, elas podem desenvolver esta doença.
A nosemose também pode ser evitada ou minimizada através da remoção de grande parte do mel da colmeia, em seguida, alimentando as abelhas em água com açúcar no final do outono. água com açúcar feito de açúcar refinado tem menor teor de cinzas do néctar das flores, reduzindo o risco de disenteria. O açúcar refinado, no entanto, contém menos nutrientes do que natural mel, o que causa alguma controvérsia entre os apicultores.

## Tratamento
A nosema pode ser tratada através do aumento da ventilação através da colmeia. Alguns apicultores tratamento antibióticos como Fumagilina.
Uso da Fumagilina
Vias de administração:

### Líquida (Xarope)
- O xarope deve ser preparado e utilizado no momento, não estocar.
- A dose é de um grama de produto comercial por litro de xarope.
- Preparar 24 litros de xarope usando duas partes mel e uma parte de água (xarope de outono).
- Dissolver um recipiente 25 g Fugiprin "B" ou Fumidil "B"(ambos são nomes comerciais da Fumagilina) em meio litro de xarope.
- A temperatura xarope não deve exceder 30 C°.
- Adicionar o produto dissolvido para o resto do xarope.
- Administrar um litro de xarope por colmeia três vezes em intervalos de 7 dias.
- Para o tratamento da primavera proceder da mesma forma, apenas o xarope utilizado deve ser uma parte de açúcar e água.

### Sólida (Torta doce)
- Misturar bem 25 g de Fugiprin "B" ou Fumidil "B" com 2.400 g de açúcar em pó.
- Incorporar mel para ligar o pó até adquirir uma consistência semi-dura.
- Divida a massa total em 24 partes (120 g cada)
- Coloque cada parte sobre um papel, colocando dentro da colmeia ao deslizar o através da entrada no alvado ou colocar sobre os caixilhos do ninho.